# Albinykus
Albinykus is een geslacht van theropode dinosauriërs behorend tot de groep van de Alvarezsauroidea, dat tijdens het late Krijt leefde in het gebied van het huidige Mongolië.
De typesoort Albinykus bataar is in 2011 benoemd en beschreven door Sterling Nesbitt, Julia Clarke, Alan Turner en Mark Norell. De geslachtsnaam is een combinatie van het Mongools albin, de "dwaallichten" die typisch zijn voor de Gobiwoestijn, en een verbastering van het Klassiek Griekse ὄνυξ, onyx, "klauw", welk element gebruikelijk is in de namen van de groep sinds Mononykus. De soortaanduiding "bataar" betekent "held" in het Mongools.
Het fossiel, holotype IGM 100/3004, is in 2004 bij Chugenetslavkant in de oostelijke Gobiwoestijn gevonden in de Sjine Oeg Chudag-lagen van de Javchlantformatie die dateren uit het late Santonien, ongeveer 84 miljoen jaar oud. Het bestaat uit een gedeeltelijk skelet zonder schedel dat in een zittende positie werd aangetroffen met de voeten naast elkaar opgetrokken onder de romp. Bewaard zijn gebleven alleen het bekken en de beide achterpoten, waaronder een stuk rechterdarmbeen, een stuk zitbeen, een stuk rechterdijbeen, stukken van beide onderbenen, de bovenkanten van beide kuitbenen en twee complete voeten. Het specimen is van een jongvolwassen individu, zoals blijkt uit onderzoek naar de structuur van het bot die wees op een leeftijd van rond de twee jaar.
Albinykus is een kleine soort met een geschatte lichaamslengte van ongeveer tachtig centimeter en een geschat gewicht van tussen de zevenhonderd gram en één kilogram. De bovenste enkelbeenderen, de tarsalia, zijn vergroeid met het scheenbeen. De onderste tarsalia zijn vergroeid met de middenvoetsbeentjes tot een tarsometatarsus. Deze vergroeiingen tonen mede aan dat het geen zeer jong dier betreft en zijn nog nooit bij directe verwanten aangetroffen; wel zijn ze veelvoorkomend bij vogels.
Albinykus is door de beschrijvers na een exacte kladistische analyse in de Alvarezsauridae geplaatst, als de zustersoort van Shuvuuia binnen de Parvicursorinae. Albinykus is een van de kleinste bekende alvarezsauriden. Dat zo'n afgeleide soort zo klein is, wijst volgens de beschrijvers op een trend tot afnemende lichaamsgrootte bij die groep. Zo'n trend is bij de Theropoda alleen bekend van de vogels en aan de basis van de Paraves, toen die zich binnen de ruimere Coelurosauria afsplitsten.
De zithouding, die ook bij vogels voorkomt, is mede van andere groepen Maniraptora bekend maar dit fossiel is het eerste voorbeeld binnen de Alvarezsauroidea.